# Breareds kyrka
Breareds kyrka är en kyrkobyggnad i Simlångsdalen i Halmstads kommun. Den tillhör sedan 2013 Snöstorps församling (tidigare Breareds församling) i Göteborgs stift. 

## Kyrkobyggnaden
Kyrkan är av medeltida ursprung, möjligen från 1200-talet och helgad åt Sankt Laurentius. Det medeltida sigillet med hans signum, grillgallret, finns i församlingens arkiv. Byggnaden är uppförd i putsad gråsten i romansk stil där koret ursprungligen var rakt avslutat utan absid. Långhuset saknar västingång och har heller inte något tillbyggt torn i väster. Istället finns två ingångar på långsidorna, en på norra sidan och en på södra sidan. Den senare skyddas av ett litet vapenhus, byggt 1677 och används som huvudingång.
Under det nordiska sjuårskriget brändes kyrkan av svenskarna 1563, men den återuppbyggdes på de medeltida murarna. En sakristia byggdes till 1756 vid kyrkans östsida. Under den finns ett gravkor för präster och deras familjer. Ett klocktorn, en lanternin, byggdes på taket vid västra gaveln 1681 och ombyggdes 1809. 
Under 1900-talet har kyrkan renoverats ett antal gånger, bland annat 1903–1904, 1952 och 1991–1992. Vid 1904 års renovering fick altaruppsatsen i huvudsak sin nuvarande utformning. Både 1904 och 1952 års renovering leddes av arkitekten Sigfrid Ericson. Vid 1991 års renovering frilades taket.

## Dekorationsmålningar
År 1795 fick Jacob Magnus Hultgren i uppdrag att måla taket och även att måla gardiner runt fönstren. Takmålningen är stram med en ljusblå himmel överströdd av ulliga moln och en strålande sol i mitten. Trots det oförargliga motivet blev taket 1872 reveterat med puts som vitmålades. Gardinerna övermålades med vitt. Takmålningar togs åter fram först vid den stora renoveringen 1991-1992. Det finns dock bestående skador som uppstått av de vassmattor, som utgjorde underlag för putsen. 

## Inventarier
- Predikstolen är från 1593 och har i fyra fält skulpturer av evangelisterna. Ovanför finns en baldakin med en förgylld duva.
- Dopfunten är skulpterad i trä på en sexsidig fot och härstammar från början av 1700-talet. En ängel bär upp dopfatet och räcker fram den vita dopdräkten.
- I kyrkan förvaras ett rökelsekar av metall och en liten klocka från tiden före reformationen.
- Mot östra väggen står altaret som är byggt av vitslammat tegel. Det byggdes 1991–1992 på ett medeltida fundament.
- "Madonnan med Kristus" är en snidad relief i trä av konstnären Hans Fagerström och hör till de nyare inventarierna.
- Lampetter
- Bonadsmålning av Johannes Nilsson, skänkt av Gunnar O. Westerberg.

### Klockor
I tornhuven på kyrkan hänger två klockor. Storklockan (med diameter 103 cm) är gjuten 1851 och lillklockan 1813.

### Orgel
- År 1842 hade kyrkan en enmanualig orgel med sex stämmor utan pedal tillverkad av Johan Nikolaus Söderling, Göteborg.
- Den byggdes om av Frederiksborg Orgelbyggeri, Hilleröd, Danmark 1949. Orgeln är mekanisk.

| Huvudverk I    | Svällverk II      | Pedal      | Koppel |
| Principal 8´   | Rörflöjt 8´       | Subbas 16´ | I/P    |
| Gedackt 8' B/D | Salicional 8´     | Octava 8´  | II/P   |
| Fugara 8'      | Gemshorn 4'       |            | II/I   |
| Oktava 4'      | Nazard 2 2/3'     |            |        |
| Oktava 2'      | Svegel 2'         |            |        |
| Mixtur 1 1/3'  | Crescendosvällare |            |        |

- Den återrestaurerades av Åkerman & Lund Orgelbyggeri 1995. Då återställdes manualen, men man lade till en andra manual och pedal. Instrumentet har nu elva stämmor. [1]

## Breareds kyrkogård
Vid kyrkan ligger Breareds kyrkogård. Begravningsplatsen är mycket gammal och har använts sedan 1200-talet eller tidigare. Den har byggts ut i omgångar, senast 1998 då även en minneslund anlades.
I den gamla kyrkogårdens sydvästra hörn finns författaren Fredrik Ströms gravplats och även gravar för arkitekten Sigfrid Ericson, litteraturprofessorn Sverker Ek, litteraturprofessorn Jöran Mjöberg och arkitekten Harald Mjöberg. Vidare finns på den gamla kyrkogårdens sydöstra område läkaren och konstnären Victor Berglunds gravvård.

## Bilder

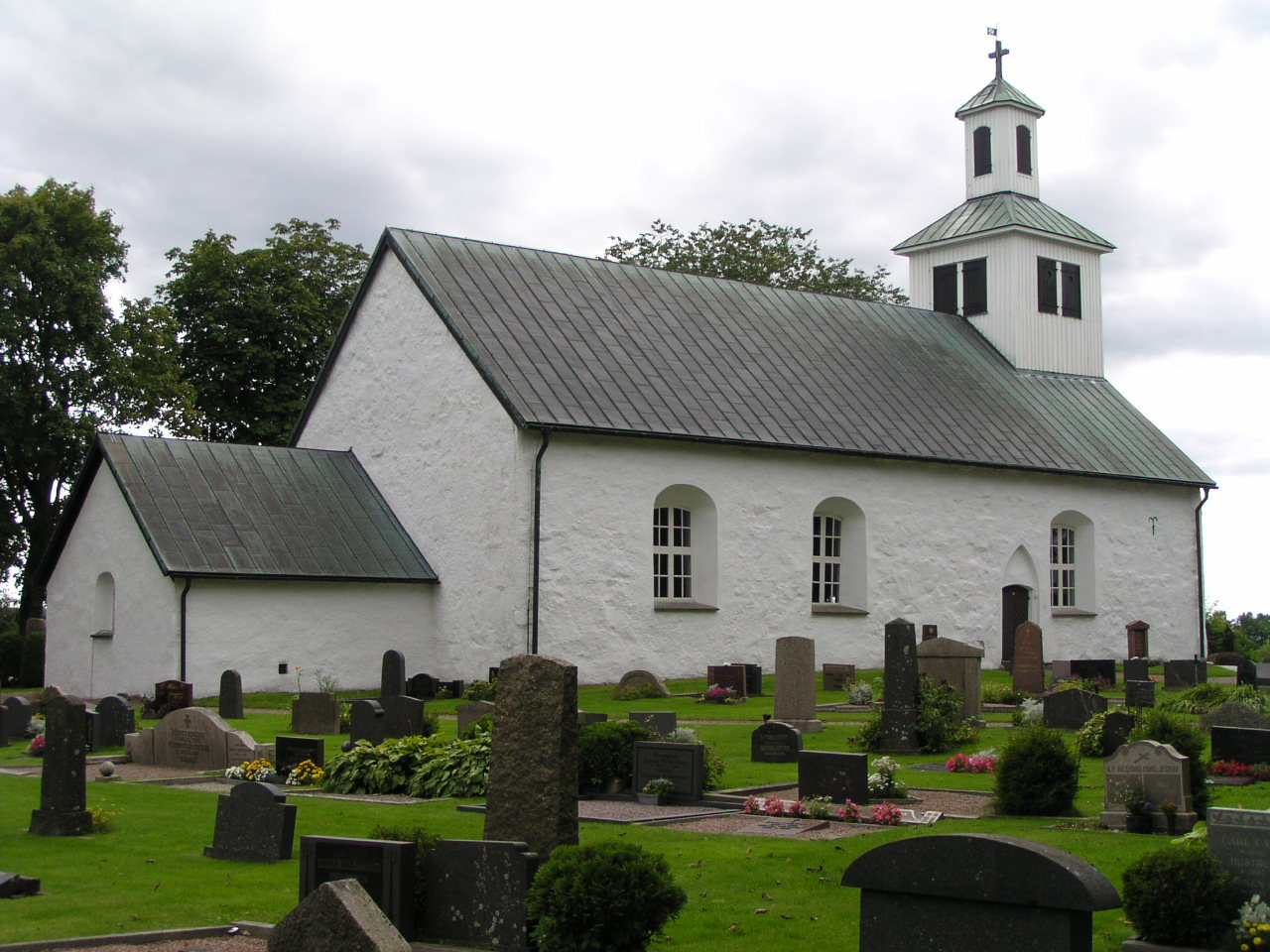
Breareds kyrka sedd från vägen
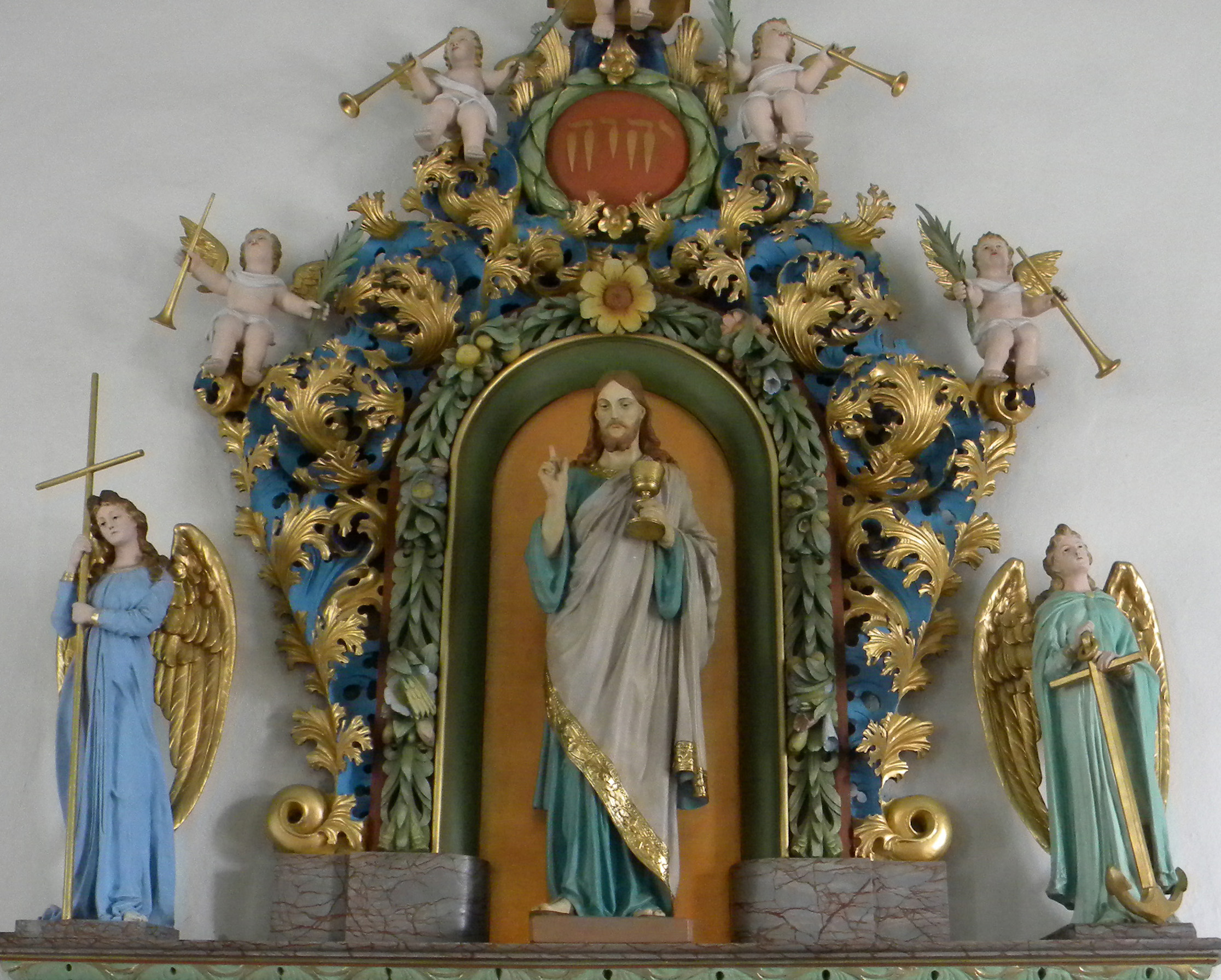
Altaret
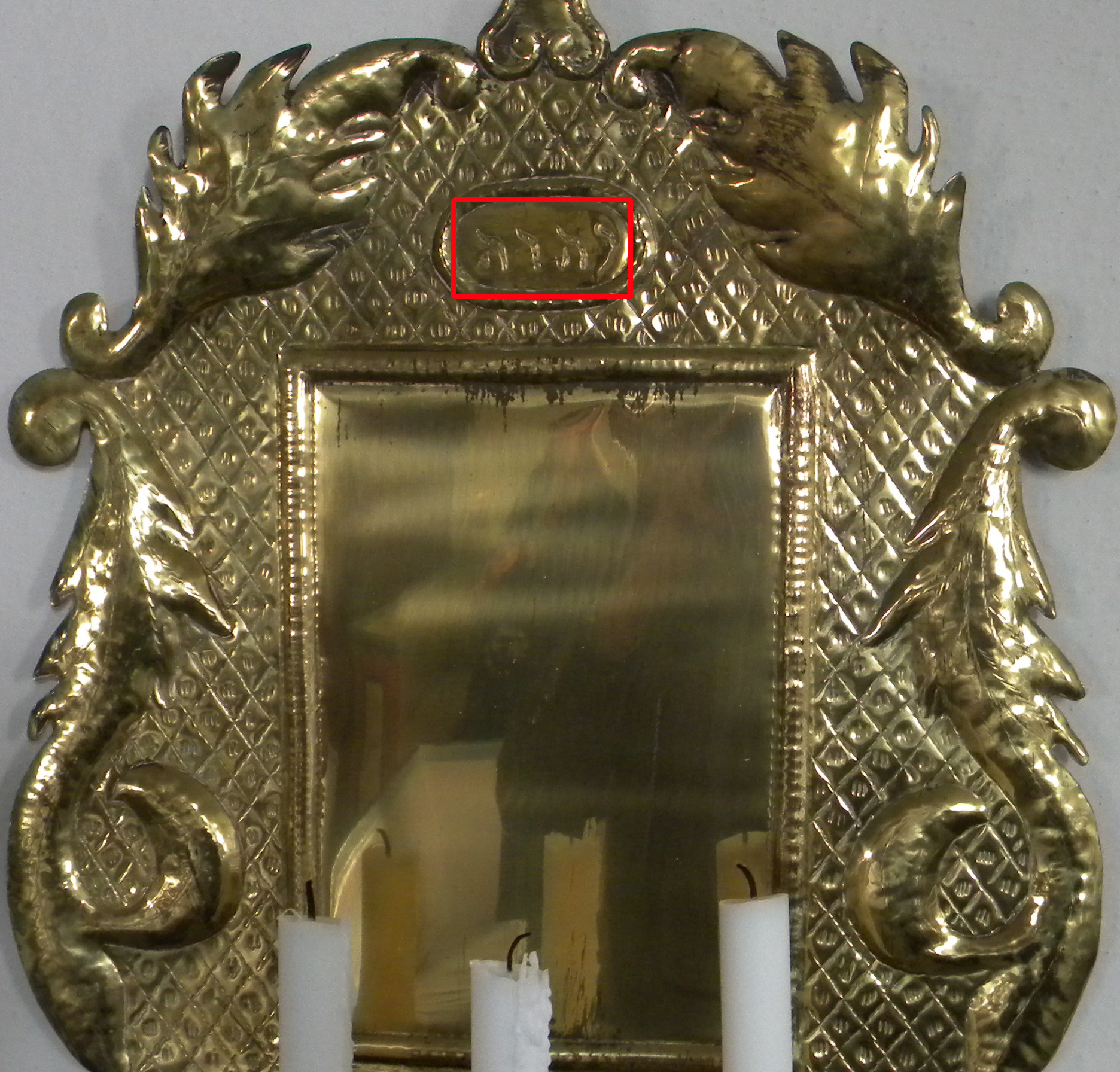
Lampett